# Oenotria Scopuli
Oenotria Scopuli és una formació geològica de tipus scopulus a la superfície de Mart, localitzada amb el sistema de coordenades planetocèntriques a -1.79 latitud N i 88.75 ° longitud E, que fa 1.425 km de diàmetre. El nom va ser aprovat per la UAI l'any 1982 i fa referència a una característica d'albedo.